# Бендерев, Анастас Фёдорович
Анастас Фёдорович Бендерев, при рождении Анастас Георгиев Бенде́рев (болг. Анастас Георгиев Бендерев; 25 марта 1859, Горна-Оряховица — 17 ноября 1946, София) — болгарский и русский военачальник, генерал-лейтенант.

## Биография

### Происхождение
Родился 25 марта 1859 года в Горне-Оряховице. Православного вероисповедания. Отец — Тодор (Фёдор) Недев, торговец, помогал роте Николы Филиповского, поднявшего антитурецкое восстание в Болгарии 29 июля 1856 года. После поражения восстания Недев бежал в Валахию и Молдову, работал в Галаце и Бендерах, откуда и взял новую фамилию. Мать — Тодора Димова, представительница богатого и знатного рода. Брат — Никола, член окружного комитета 1-го революционного округа.
Анастас окончил начальную школу в Горне-Оряховице, позднее продолжал обучение в Апрельской гимназии в Габрово.

### Апрельское восстание
Анастас Бендерев участвовал в Апрельском восстании 1876 года, вошёл в Горна-Оряховицкий революционный комитет в 1-м революционном округе (Тырновском) и вместе с Георгием Измирлиевым и Иваном Семерджиевым занялся вооружением болгарских ополченцев. Служил курьером между городским и окружным комитетом. 26 апреля Измирилев был арестован, и Бендерев бежал. Скрывался в Арбанасах, Лясковце, Долне-Оряховице, Свищове, потом через Дунай бежал в Валахию. Через 2 месяца вернулся в Кладово как доброволец 4-й болгарской добровольческой роты Тодора Велкова, а после её разгромы бежал в Российскую империю, в город Николаев, где учился в гимназии.
После окончания войны Бендерев окончил Софийское военное училище в 1879 году и затем Николаевскую академию генерального штаба в Санкт-Петербурге в 1883 году. Был назначен начальником Софийского военного училища в 1885 году, в течение года также был товарищем (помощником) военного министра.

### Сербско-болгарская война
Перед сербско-болгарской войной ротмистр Бендерев командовал правым флангом болгарских войск от высот Леща до дороги Драгоман—София на Сливницкой позиции. Его отряд состоял из 7 дружин и двух батарей. 5 (17 ноября) 1885 Бендерев пришёл на помощь войскам капитана Крсто Бахчеванова и в штыковой атаке взял высоту Мека Црев. Об этом писал сербский капитан Нешич, упоминая бегство сербских солдат при виде шедших в стремительную атаку болгар.

### Бегство и служба в России
В 1886 году капитан Бендерев вошёл в число заговорщиков, желавших свергнуть князя Александра Баттенберга. Запланированный на 9 августа 1886 переворот провалился, и Бендерев бежал в Румынию, возглавив комитет офицеров-эмигрантов — противников регентства. В 1887 году Бендерев поступил на службу в России, получив 15 марта 1895 чин ротмистра за отличие и капитана генерального штаба в тот же день. Несмотря на предложения болгарского царя вернуться всем противникам Баттенберга на родину, Бендерев отказался и продолжил службу в России.
Он состоял при Закаспийской области: проходил службу в 3-й и 6-й пеших батареях, Сумском 3-м драгунском полку, Тверском 43-м драгунском полку, штабе 2-го Туркестанского армейского корпуса. В звании полковника Бендерев участвовал в русско-японской войне, после проходил службу в 40-й пехотной дивизии как начальник штаба, командовал Амурским 1-м казачьим и Семиреченским 1-м казачьим полками с 1905 по 1910 годы. В 1910 году произведён в генерал-майоры, после проходил службу в 1-й Туркестанской казачьей дивизии и Туркестанском военном округе.
В годы Первой мировой войны Бендедрев возглавлял штаб 1-го туркестанского армейского корпуса, затем штаб 3-го армейского корпуса. Командовал 1-й Отдельной кавалерийской бригадой и 121-й пехотной дивизией. В 1916 году произведён в генерал-лейтенанты. После окончания войны и смены власти в России вернулся в Болгарию, где вышел в отставку и ушёл служить на рудник «Перник».
Бендерев стал автором множества научных трудов, среди которых выделяются:
- «Военная география и статистика Македонии и соседних с ней областей на Балканском полуострове» (1890)
- «Сербско-болгарская война 1885 года» (1892)
- «История болгарского ополчения и освобождение Болгарии 1877—1878 годов»[6]

Умер 17 ноября 1946 года в Софии.

## Награды
Болгарии:
- Орден «За храбрость» 3-й степени

Российской империи:
- Орден Святого Станислава 3-й степени (1892)
- Орден Святой Анны 3-й степени
- Орден Святого Станислава 2-й степени (1901)
- Орден Святой Анны 2-й степени (1905)
- Золотое оружие «За храбрость» (ВП 09.03.1907)
- Орден Святого Владимира 4-й степени (ВП 04.12.1909)
- Орден Святого Владимира 3-й степени (ВП 06.12.1912)
- мечи к ордену Св. Владимира 3-й ст. (ВП 02.03.1915)
- Орден Святого Станислава 1-й степени с мечами (ВП 26.05.1915)
- Орден Святой Анны 1-й степени с мечами (ВП 12.07.1915)
- Орден Святого Владимира 2-й степени с мечами (ВП 18.03.1916)